# Tomislavovac
Tomislavovac je naselje u Republici Hrvatskoj, u sastavu Općine Ston, Dubrovačko-neretvanska županija. 

## Povijest
Mjesto se u prošlosti zvalo Kozo. Prilikom obilježavanja Tisućite obljetnice Hrvatskoga Kraljevstva stanovnici su uputili molbu „Ministru Unutrašnjih Djela“ da se njihovo selo prozove Tomislavovac u čast kralja Tomislava. Odluka je odobrena 1927. godine.

## Stanovništvo
Prema popisu stanovništva iz 2001. godine, naselje je imalo 112 stanovnika te 39 obiteljskih kućanstava.
| broj stanovnika | 401   | 357   | 178   | 163   | 187   | 173   | 206   | 199   | 166   | 179   | 172   | 109   | 106   | 88    | 112   | 104   | 147   |
|                 | 1857. | 1869. | 1880. | 1890. | 1900. | 1910. | 1921. | 1931. | 1948. | 1953. | 1961. | 1971. | 1981. | 1991. | 2001. | 2011. | 2021. |

Iskazuje se pod imenom Tomislavac od 1948. kada je formirano iz dijelova naselja na koje se odnose podaci za ranije popise. U 1857. i 1869. sadrži podatke za naselje Dubrava. Od 1857. do 1971. sadrži podatke za bivše naselje Kozo

### Knjige
- Marunčić, Tonko. 2011. Proslava tisućgodišnjice Hrvatskog Kraljevstva (925. – 1925.) na dubrovačkom području (PDF). Dubrovački muzeji; Muzej suvremene povijesti Dubrovnik. Dubrovnik.